# Aspidistra flaviflora
Aspidistra flaviflora är en sparrisväxtart som beskrevs av Kai Yung Lang och Zheng Yin Zhu. Aspidistra flaviflora ingår i släktet Aspidistra och familjen sparrisväxter. Inga underarter finns listade i Catalogue of Life.